# Montserrat (kolostor)
Santa Maria de Montserrat egy bencés kolostor, mely a Montserrat hegyen található Katalóniában, Barcelonától 50 km-re. 880 környékén épült.

## A fekete Madonna

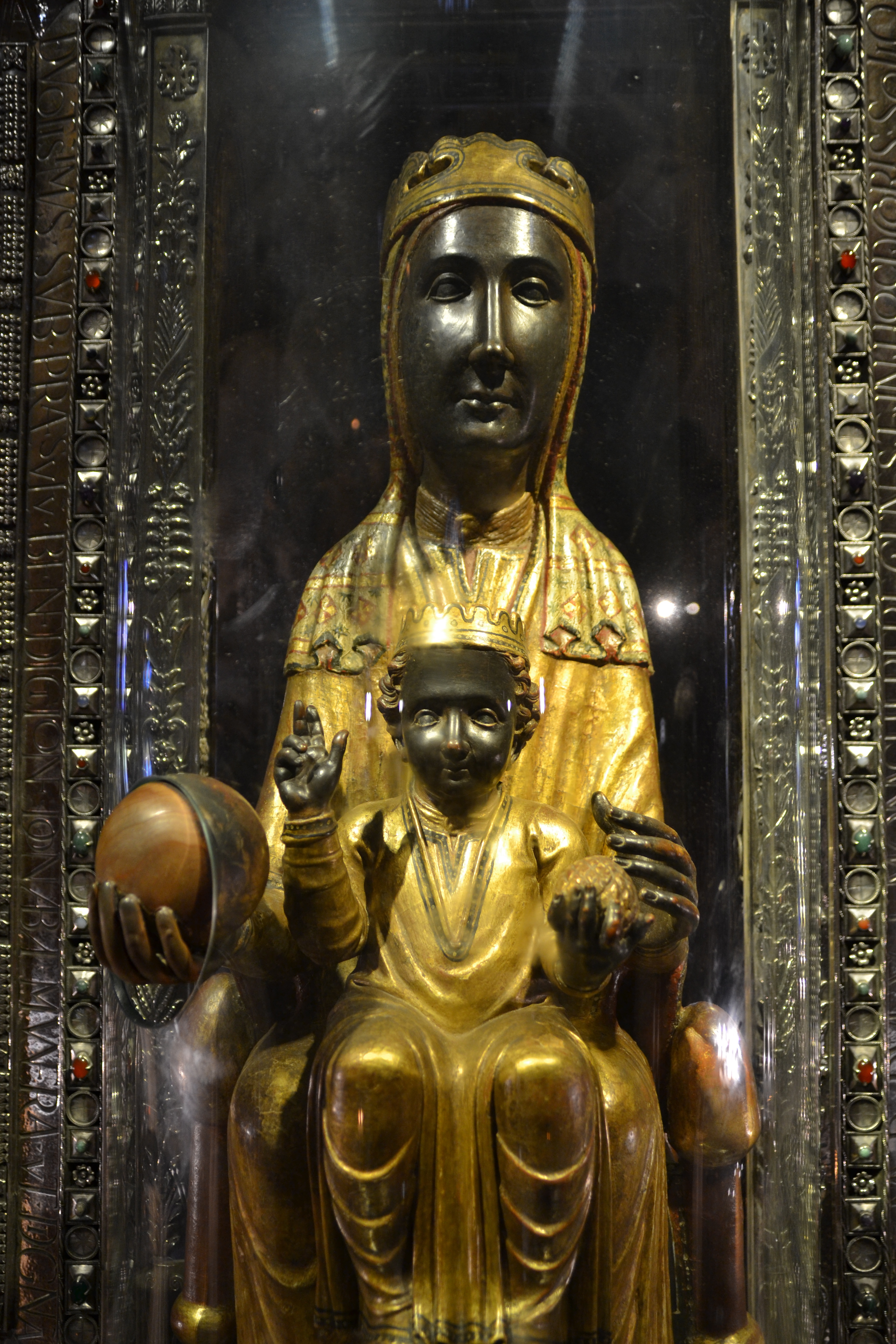
A fekete Madonna

A templom falai között található a montserrati fekete szűz gyermekével, akit csak „La Moreneta”-ként (A kis fekete) emlegetnek (valószínűleg megéghetett). A szobor 718 környékén került oda, hogy megvédjék a mórok támadásától, de később eltűnt, s megtalálása rejtélyes esemény volt 890 környékén: Egy nyáját legeltető pásztor fényt látott és énekszót hallott a hegy belsejéből.
A Szűz Máriát és a fején koronát viselő gyermek Jézust ábrázoló kegyszobrocskát a legenda szerint Lukács evangélista faragta, és maga Szent Péter hozta a sziklák közé Krisztus születése után 50 évvel.

## Története

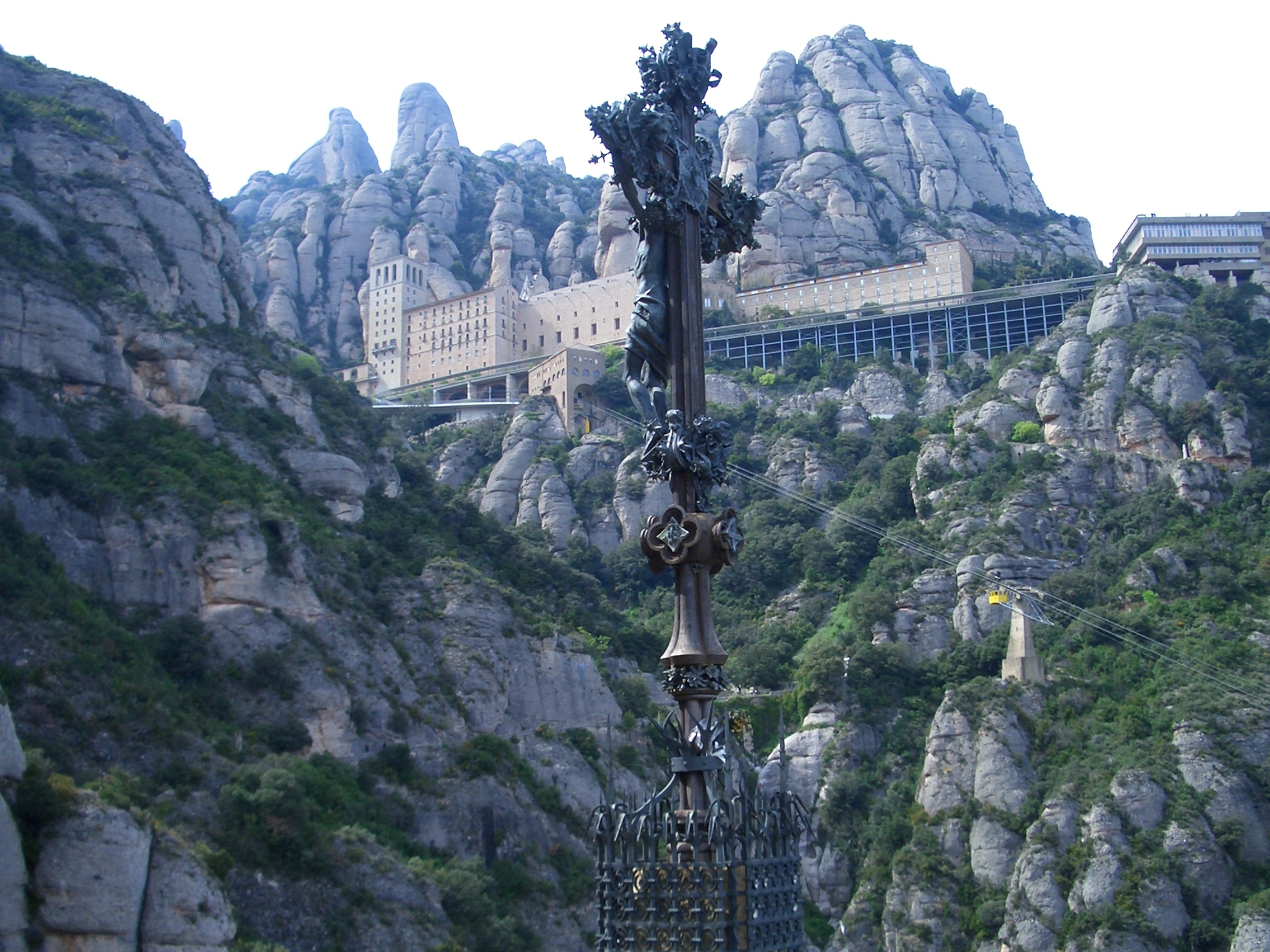
Az apátság alulról, a Szent Barlanghoz vezető útról. Balra fent két jellegzetes sziklaképződmény látható, az Elefánt és a Múmia

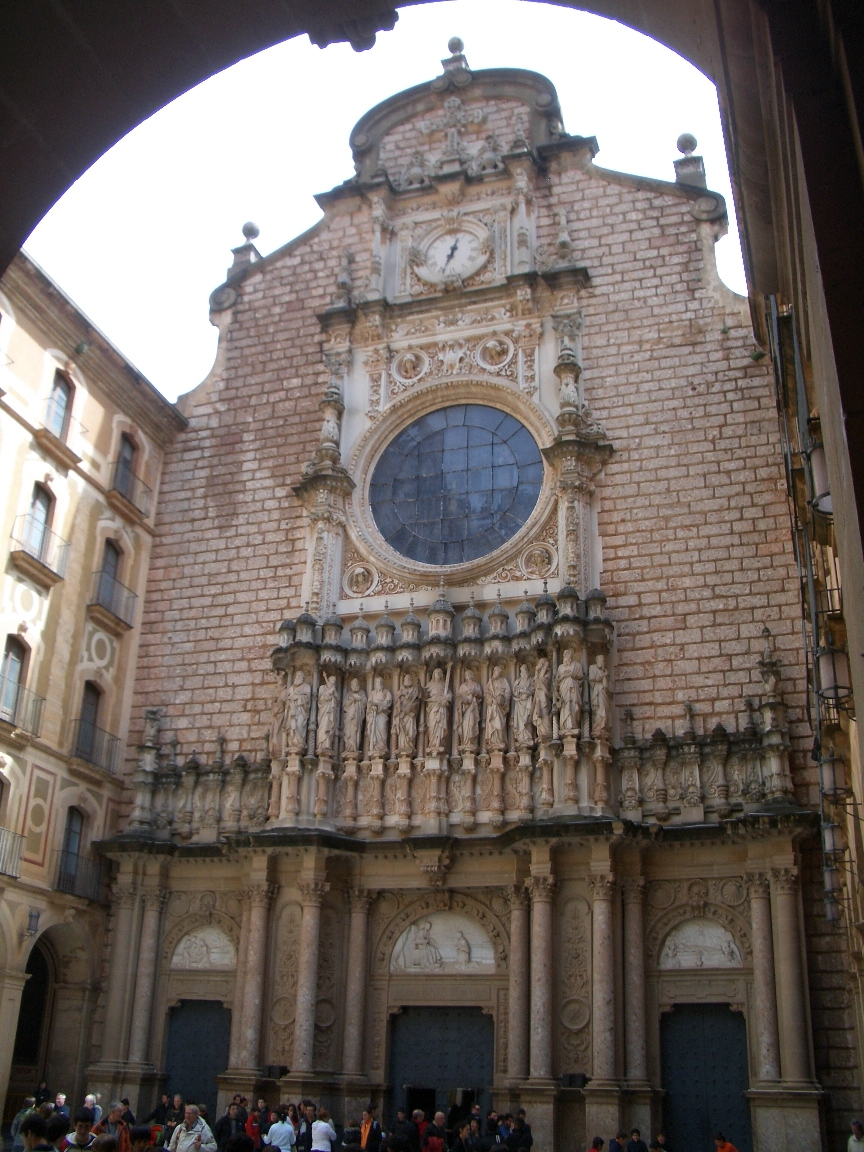
A bazilika homlokzata a kolostoregyüttes szűk udvarán

A csodás jelenség tiszteletére Sifredo el Valloso barcelonai főúr kis templomot állíttatott a Montserraton. A kolostor a 11. században létesült, a bazilika építése 1559-től 1592-ig tartott. Az épületegyüttest a napóleoni háborúk idején lerombolták, a teljes felújítás az 1970-es évekig eltartott.

## Escolania
Montserrat ad otthont Európa legrégebbi fiúkórusának, az Escolaniának. Előadásaikat a bazilikában nyár és a karácsonyi ünnepkör kivételével kora délután lehet meghallgatni